# Palythoa stephensoni
Palythoa stephensoni är en korallart som beskrevs av Oscar Henrik Carlgren 1937. Palythoa stephensoni ingår i släktet Palythoa och familjen Zoanthidae. Inga underarter finns listade i Catalogue of Life.